# 2016 w sztukach plastycznych
Wydarzenia w sztukach plastycznych i wizualnych w 2016 roku.

## Wydarzenia
- 4.06-18.09 - IX Berlin Biennale
- 25.11-30.12 - Przegląd i Konfrontacje Tyskiego Środowiska Plastycznego, II edycja "Tychy Art 2016"[1].

## Nagrody
- Nagroda im. Jana Cybisa – Grzegorz Sztwiertnia